# Carl Alexanderson
Carl Abraham Alexanderson (i riksdagen kallad Alexanderson i Ekensholm), född 10 februari 1845 i Klara församling i Stockholm, död 6 februari 1932 i Engelbrekts församling i Stockholm, var en svensk jurist, företagsledare och politiker.
Han studerade 1863–1867 vid Uppsala universitet och avgick med hovrättsexamen. Efter fyra år som extraordinarie notarie i Svea hovrätt blev han 1871 vice häradshövding.
Han var disponent vid Surahammars bruk 1873–1883, som gjorde stora framsteg under den tiden. Därefter var han styrelseledamot och 1903–1917 styrelseordförande i bolaget. 1917 sålde han aktiemajoriteten i bolaget. Han bodde 1883–1898 som godsägare på Ekensholms slott i Södermanland och var 1904–1916 styrelseordförande och verkställande direktör för Mellersta Södermanlands järnvägsaktiebolag.
Han engagerade sig även politiskt och var ledamot av andra kammaren av Sveriges riksdag åren 1892–1893 samt Stockholms stadsfullmäktige 1902–1910.